# Кулаков, Александр Александрович (архитектор)
Александр Александрович Кулаков (1825—1875(?)) — российский архитектор. Автор ряда доходных домов в Санкт-Петербурге.

## Биография
Родился в 1825 году. В 1840 году поступил в Петербургское строительное училище, которое окончил в 1847 году и был назначен архитекторским помощником в чертёжную правления I округа путей сообщения. В дальнейшем занимал должность архитектора правления I округа путей сообщения. Коллежский асессор.
В 1868 году проживал в доме по адресу 8-я Рождественская улица, 25.

## Проекты и постройки

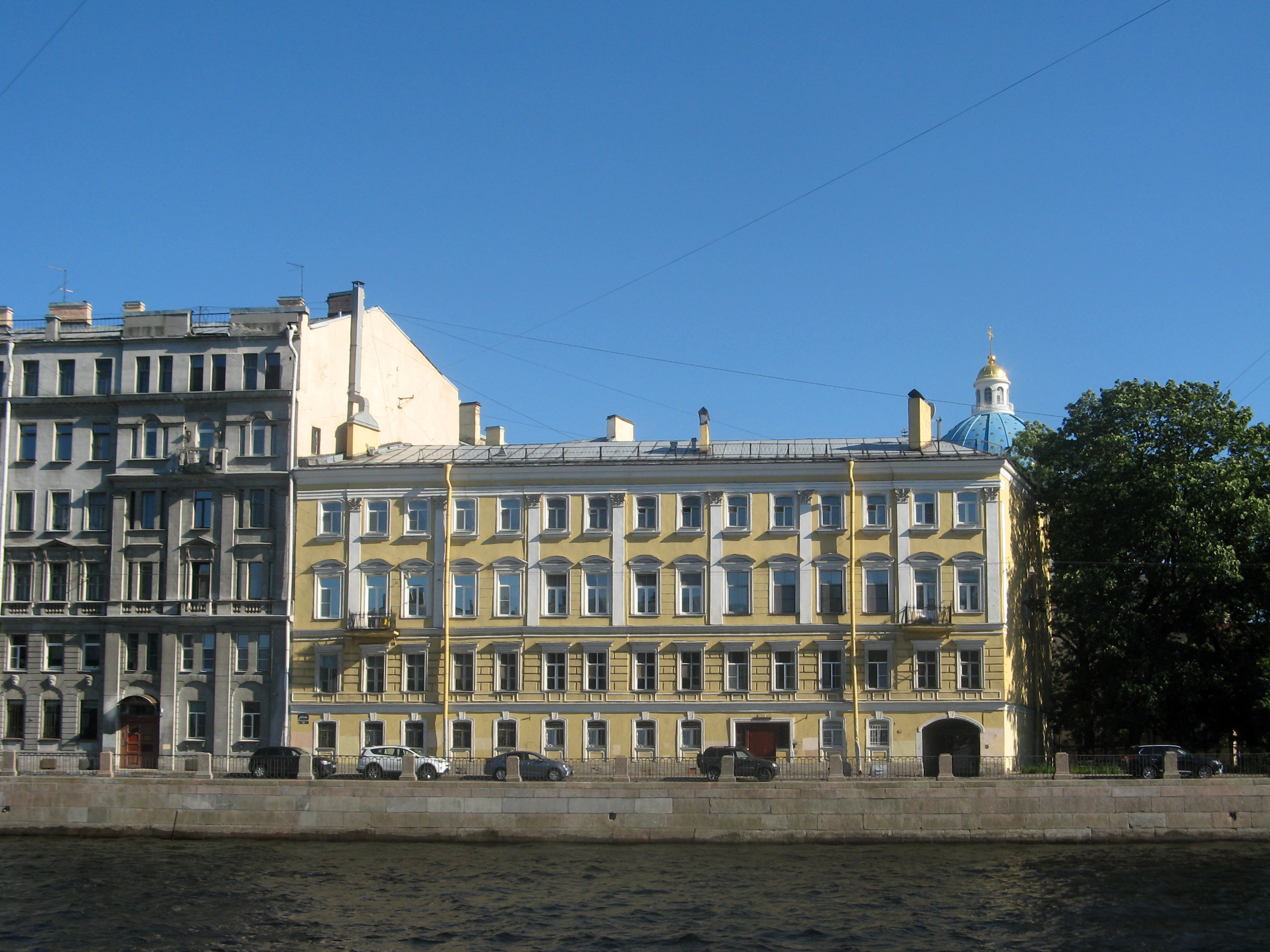
Доходный дом купца Мышкина.
Наб. Фонтанки, 128 (1857—1858)

- Доходный дом. Коломенская улица, 42 / улица Константина Заслонова, 5 (1848, перестроен)[4][5].
- Доходный дом Ф. Ф. Лумберга. Можайская улица, 13 (1849, перестроен и расширен)[6].
- Особняк. 4-я Красноармейская улица, 13 (1852, надстроен)[7].
- Дом купца К. Ильина (с дворовым флигелем). 15-я линии Васильевского острова, 30—30х (1854, сохранился дворовый флигель)[8][9].
- Доходный дом (перестройка). Поварской переулок, 11 (1854, надстроен)[10].
- Дом семьи Домантович — Дом Каменевой. Набережная Адмиралтейского канала, 11 (1854, не сохранился)[11].
- Доходный дом. Проспект Бакунина, 11 (1855)[12].
- Доходный дом. 1-я Красноармейская улица, 22 (1855)[13].  Объект культурного наследия народов РФ регионального значения. Рег. № 781710971610005 (ЕГРОКН). Объект № 7802677000 (БД Викигида)
- Дом Вяземских (переделка галереи, надстройка). Мучной переулок, 3 (1855)[14].
- Дом М. А. Маслова и П. И. Савинова (перестройка галереи). Дмитровский переулок, 5 (1855, перестроен)[15].
- Доходный дом (левая часть). Боровая улица, 7 (1855, перестроен)[16].
- Доходный дом (правая часть). Улица Марата, 60 / Боровая улица, 7 (1855, перестроен)[17].
- Доходный дом. Астраханская улица, 28А, 28Б (1856)[18].
- Доходный дом. Малая Подьяческая улица, 4 (1852—1857, перестроен)[19].
- Особняк Н. Ульянова. Малый проспект Васильевского острова, 7 (1857, совместно с Ф. И. Габерцетелем, перестроен)[20].
- Доходный дом (левая часть). Бронницкая улица, 29 (1858)[21].
- Доходный дом купца Мышкина. Набережная реки Фонтанки, 128 (1857—1858)[22].  Объект культурного наследия народов РФ. Объект № 7831298000 (БД Викигида)
- Доходный дом (правая часть). Улица Егорова, 7 / 3-я Красноармейская улица, 10 (1856—1859, надстроен)[23].
- Доходный дом И. И. Каткова (правая часть). 4-я Красноармейская улица, 7 / улица Егорова, 14 (1858—1859)[24].
- Доходный дом. Клинский проспект, 27 (1859)[25].
- Доходный дом. 4-я Советская улица, 34—36 (1859—1860, перестроен)[26].
- Доходный дом Корбут-Дашкевичей (угловая часть). Озерной переулок, 5 / улица Радищева, 16 (1859—1860)[27].
- Доходный дом. Проспект Бакунина, 13 / Перекупной переулок, 14х (1860—1861)[28].
- Доходный дом. Клинский проспект, 10 / Верейская улица, 22 (1861, расширен)[29].
- Доходный дом. 2-я Красноармейская улица, 21 / Советский переулок, 2х (1860—1861)[30].
- Доходный дом (перестройка и расширение). Набережная Кутузова, 20 (1857—1861)[31].
- Доходный дом. Серпуховская улица, 26 (1860—1861)[32].
- Доходный дом Я. Тусевича. Улица Марата, 34 (1861, перестроен)[33].
- Доходный дом. Улица Тюшина, 12 (1862, перестроен)[34].
- Доходный дом. Большая Зеленина улица, 15 / Чкаловский проспект, 20—22 (1862, совместно с А. Т. Андрущенко)[35].
- Особняк Благовитиных. Лиговский проспект, 144 (1862)[36].
- Доходный дом. Московский проспект, 50 / Малодетскосельский проспект, 42х (1863)[37].
- Доходный дом. Боровая улица, 14 (1863, перестроен)[38].
- Доходный дом. Московский проспект, 45 (1864)[39].
- Доходный дом. Верейская улица, 14 (1865—1866)[40].
- Доходный дом Захаровых. Набережная Обводного канала, 84 (1866)[41].